# Archie Bell and the Drells

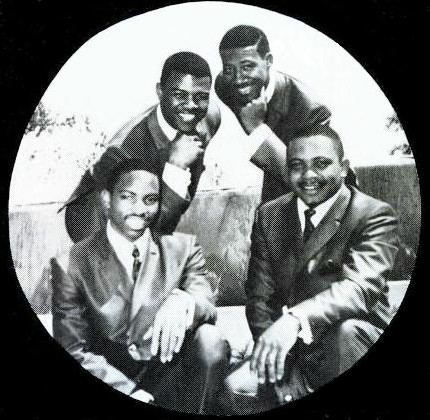
Archie Bell and the Drells 1968

La formación americana de soul Archie Bell & the Drells la formó Archie Bell, cuando era todavía un adolescente, a principios de los años 60 en Houston, Texas, donde comenzaron a actuar en varios concursos de nuevos talentos. 
Tras ser descubiertos por un DJ radiofónico, la banda tuvo un éxito local con “She’s My Woman, She’s My Girl” a mitad de los años sesenta. 
En 1967, su canción “Tighten Up” se convirtió en un éxito y comenzaron una carrera triunfal. Sus discos incluyen los LP “I Can’t Stop Dancing” (1968), “Dance Your Troubles Away” (1975) y “Hard Not to Like It” (1977).
- Datos: Q633770
- Multimedia: Archie Bell & the Drells / Q633770